# Hebron (Maine)
Hebron es un pueblo ubicado en el condado de Oxford en el estado estadounidense de Maine. En el Censo de 2010 tenía una población de 1.416 habitantes y una densidad poblacional de 24,26 personas por km².

## Geografía
Hebron se encuentra ubicado en las coordenadas 44°12′33″N 70°23′20″O / 44.20917, -70.38889. Según la Oficina del Censo de los Estados Unidos, Hebron tiene una superficie total de 58.38 km², de la cual 58.03 km² corresponden a tierra firme y (0.59%) 0.34 km² es agua.

## Demografía
Según el censo de 2010, había 1.416 personas residiendo en Hebron. La densidad de población era de 24,26 hab./km². De los 1.416 habitantes, Hebron estaba compuesto por el 93.86% blancos, el 1.06% eran afroamericanos, el 0.28% eran amerindios, el 3.53% eran asiáticos, el 0% eran isleños del Pacífico, el 0% eran de otras razas y el 1.27% pertenecían a dos o más razas. Del total de la población el 1.55% eran hispanos o latinos de cualquier raza.